# آندریا فرناندا تووار
آندریا فرناندا تووار (انگلیسی: Andrea Fernanda Tovar؛ زادهٔ ۲۲ اوت ۱۹۹۰) بازیکن فوتبال اهل ونزوئلا است.
وی همچنین در تیم ملی فوتبال Venezuela بازی کرده‌است.